# Teplota hoření
Teplota hoření je nejnižší teplota, při které látka, zahřívána za definovaných podmínek, vyvine tolik par, že jejich směs se vzduchem, po přiblížení iniciačního plamene, vzplane. Při této teplotě je rychlost vypařování nejméně tak velká jako rychlost hoření, což zajišťuje trvalý dostatek hořlavých par.
Stanovení teploty hoření je důležité pro charakterizování hořlavé kapaliny ve smyslu ČSN 65 0201.
Teplota hoření je vždy vyšší, než teplota vzplanutí. U nízkovroucích kapalin je tento rozdíl velmi malý, avšak se snižující se těkavostí narůstá. Za nízkovroucí kapalinu je považována taková látka, která má za „normálního tlaku“ (101 325 Pa) teplotu hoření nižší než 50 °C.